# Држаља за перо
Држаља за перо је мала ручка која је направљена од дрвета, метала, пластике или било ког другог материјала, на чијем се крају убацује перо, углавном метално, које је умочено у мастило и које служи за писање или цртање.
Перо се углављује у држаљи захваљујући еластичности метала који омогућава перу да остане на месту током писања. Држаља за перо и перо су заменили раније коришћење перо гуске током писања. Шездесетих година држаља за перо је замењена пенкалом или хемијском оловком. Данас се држаља користи за калиграфију и најпрактичнија је алатка за ову врсту писања.

## Коришћење
Држаља за перо је била коришћена током шездесетих година. Разлог за коришћење ове врсте пера је због високих цена пенкала. Чак након изласка хемијске оловке неке школе нису дозволиле њено коришћење јер је потребно знати копристити перо. 
Пера се користе и данас, неке фабрике активно учествују у фабрикацији истих.